# 第一航空
第一航空有限公司（英語：First Flying Co.，LTD。）以大阪八尾市的八尾機場為基地，運營小型飛機和直升機，並經營不定期的航線業務和觀光航班。除此以外會進行飛行培訓，航拍和廣告等業務。 FFC源自英文公司名稱“ First Flying Co.，LTD。”的縮寫，而ICAO航空公司代碼為DAK源自“ Daiichi Air K.K.”。

## 概要
八尾總部位於大阪八尾機場，而廣島辦事處則位於廣島機場。
第一航空成立第一飛行學校，作為飛機飛行訓練學校。會根據要求進行航空攝影並進行觀光飛行。

## 現役機隊
截至2019年底前
- 固定翼航空機
  - 塞斯納172 2架
  - 塞斯納C206 2架
  - 塞斯納C208 2架
  - 德哈維蘭DHC-6 2架[1][2]
- 直升機
  - Robinson R22 1架
  - Robinson R22 3架
  - Robinson R22 1架

## 不定期航線業務
第一航空沒有從事非正規航空業務的經驗，但根據消息，這是因為已經破產的海豚航空一部分員的向公司提出建議並直接接受總裁採訪而開始運作的。 。 沖繩辦事處辦理的航空路線預訂及執行只由辦事處處理。

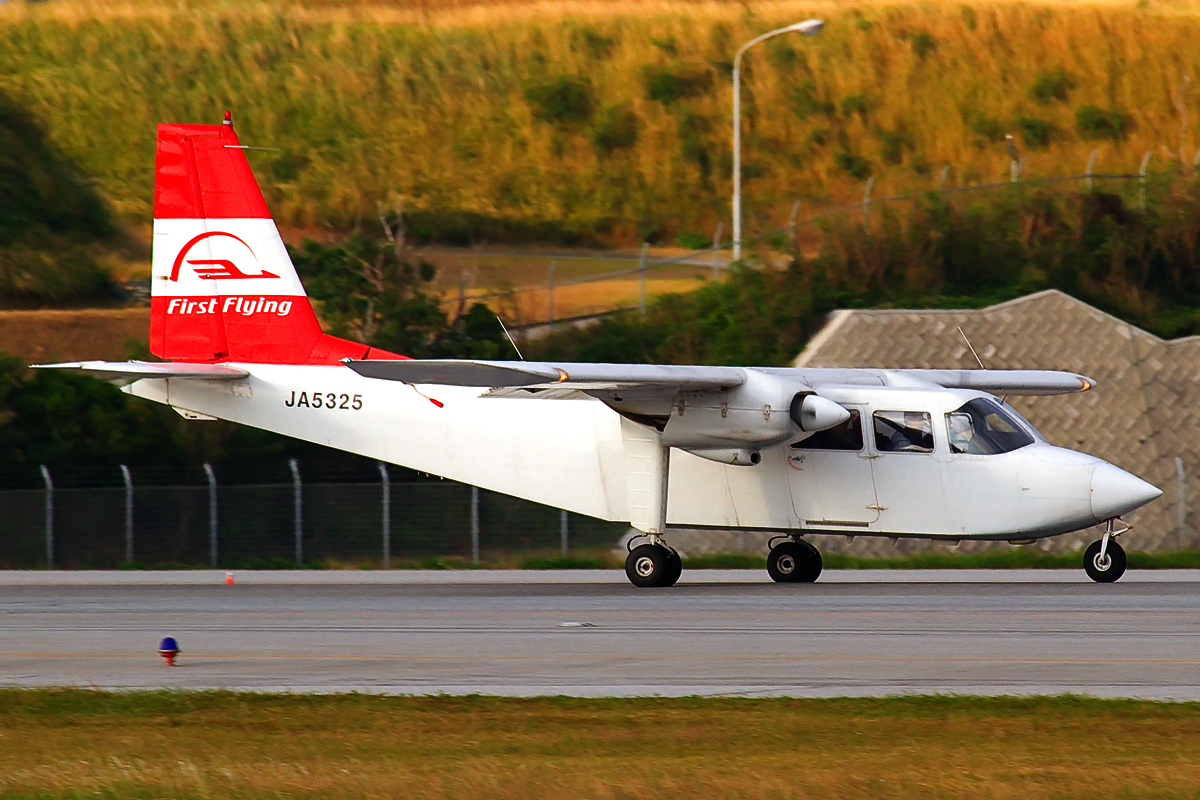
開始營業時用於沖繩路線的BN-2B

#### 現有路線
- 石垣機場 - 波照間機場
- 那霸機場 - 多良間機場

#### 曾經使用過的路線
這是一條不定期的飛行航線，如果沒有乘客，則可能會暫停。
那覇空港での乗降は滑走路海側にある同社格納庫前で行っており、ターミナルビルとの間は送迎車を利用していた。
那霸機場的登機和落機是在該公司位於跑道海旁的機庫前完成的，並使用了往返於航站樓的接駁巴士。
- 那霸機場 - 粟國機場（因2015年8月的事故而暫停，其後在2018年1月恢復航班，[4]從2018年4月起再次暫停）
- 那霸機場 - 慶良間機場[5]（只於2013年9月到同年10月期間執航。[6]。）
- 那覇空港 - 沖永良部機場 - 德之島機場（2015年3月開始停止服務）在運營時，由於不定期的運輸業務，此航線可能會在一天之內暫停。

## 事故
- 在2008年8月19日上午10:08，接近降落八尾機場的塞斯納TU206F（JA3721）在機場國道170號附近墜毀。一名乘客受輕傷[7]。

## 外部連結
- 第一航空 （页面存档备份，存于）（公式サイト）
  - 沖縄線 （页面存档备份，存于）
- 第一飛行学校 （页面存档备份，存于）